# Ol' Man River

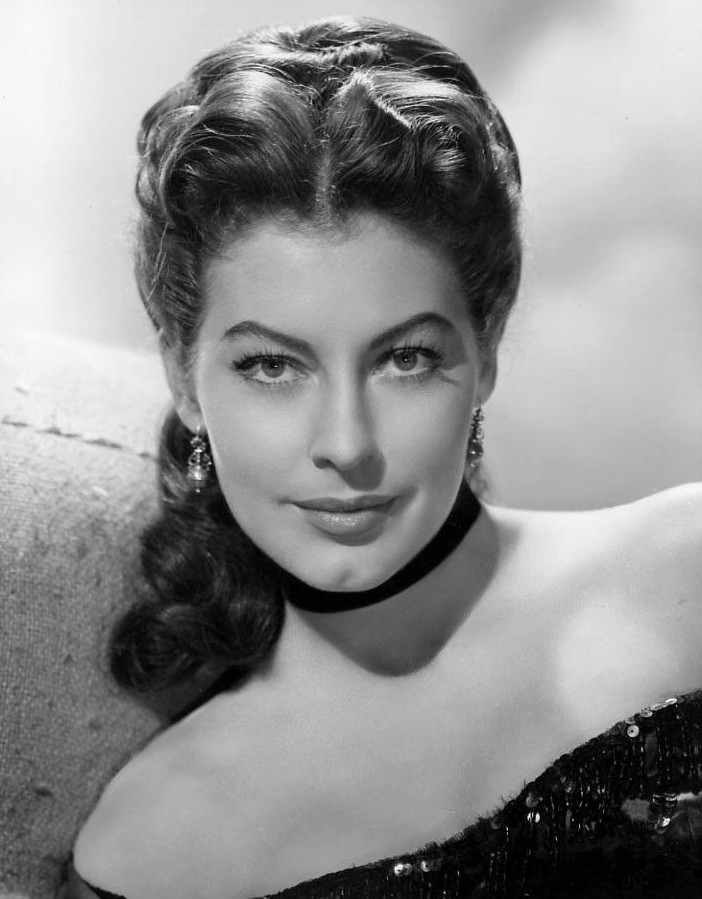
Ava Gardner dans Show Boat

Ol' Man River est une chanson écrite par Oscar Hammerstein II, sur une musique de Jerome Kern, datant de 1927. Elle est le thème de la comédie musicale Show Boat, qui parle de la triste histoire et de la lutte des travailleurs afro-américains, du point de vue d'un docker noir, en l'imageant par le flot sans fin du Mississippi.
Elle est considérée comme un classique de la chanson américaine et nombre de musiciens et groupes ont repris cette chanson, comme Bing Crosby, Frank Sinatra, Ray Charles, Django Reinhardt, Paul Robeson, Ruth Brown, John William, Nino Ferrer, Sammy Davis Jr et Art Pepper.

## Traduction française
Note : Cette traduction n'est pas l'adaptation française écrite par Lucien Boyer en 1927. 
« Ici, nous travaillons tous le long du Mississippi,
Ici, nous travaillons tous tandis que les blancs s’amusent,
Tirant les bateaux de l’aube au coucher du soleil,
Sans connaître de repos jusqu’au jour du jugement dernier.
Ne regarde ni en haut ni en bas,
Tu ne peux prendre le risque de mécontenter le patron blanc,
Plie les genoux, courbe la tête,
Et tire cette corde jusqu’à la mort.
Laisse-moi partir loin du Mississippi,
Laisse-moi partir loin du patron blanc,
Montre-moi ce fleuve qu'on appelle le Jourdain,
Ce vieux fleuve que je languis de traverser.
Sacré bonhomme de fleuve, sacré bonhomme de fleuve,
Il doit bien savoir quelque chose,
Mais il ne dit rien,
Il suit simplement son cours,
Il coule imperturbablement.
Il ne plante pas de pommes de terre,
Il ne plante pas de coton,
Et ceux qui les plantent sont vite oubliés,
Et ce sacré bonhomme de fleuve,
Lui, suit tranquillement son cours.
Vous et moi, nous suons et trimons,
Le corps endolori et rompu de fatigue,
Halant les chalands, soulevant les balles,
Et pour un verre de trop tu te retrouves au cachot.
Je suis las et malade d’épuisement,
Fatigué de vivre et j'ai peur de mourir,
Et ce sacré vieux bonhomme de fleuve poursuit imperturbablement son cours.»